# Carlos Pino
Carlos Pino (n. 1940) es un dibujante de cómics español que ha ilustrado cómics españoles, británicos y estadounidenses. En un cuarto de siglo, proporcionó el arte para alrededor de trescientos números de Commando, para el que aún continúa trabajando (a diciembre de 2022).
Pino comenzó su carrera a los 14 años, cuando le pagaron por el arte que había presentado al cómic español Pumby. A finales de la década de 1950 trabajó profesionalmente para otros cómics, incluido Duwarin, antes de convertirse en uno de los fundadores del cómic de corta duración Toucan. En la década de 1960 trabajó para el cómic británico War Picture Library.
Pino colaboraba habitualmente con Vicente Alcázar bajo el seudónimo colectivo "Carvic", trabajando para el cómic de guerra español Chío y más tarde para los cómics británicos War Picture Library y TV Century 21, que ilustran "Star Trek", "The Saint" (El Santo) y "S-Department". En 1974 comenzaron a trabajar para cómics estadounidenses, incluidos Monsters Unleashed, Archie's Madhouse y Space: 1999. Cuando terminó su asociación, Alcázar continuó trabajando para los cómics estadounidenses, mientras que Pino regresó a los cómics del Reino Unido, ilustrando notablemente la tira "Johnny Red" en Battle Picture Weekly.
Pino pasó a ilustrar "¡Invasión!" para 2000 AD en 1977–78, y su precuela "Desastre 1990" (1979), así como "Tharg's Future Shocks" para el mismo cómic. También fue el primer artista en la serie "Ro-Busters" para Starlord en 1978. Más tarde ilustró "Judge Dredd" para el Daily Star (1991-1996), aunque nunca para el cómic casero de esa tira.
En la década de 1980, Pino pasó a trabajar para Eagle y otros cómics, incluidos The Victor y Warlord. Desde mediados de la década de 1990 ha trabajado de forma ininterrumpida para Commando.